# Imatra Statshotell

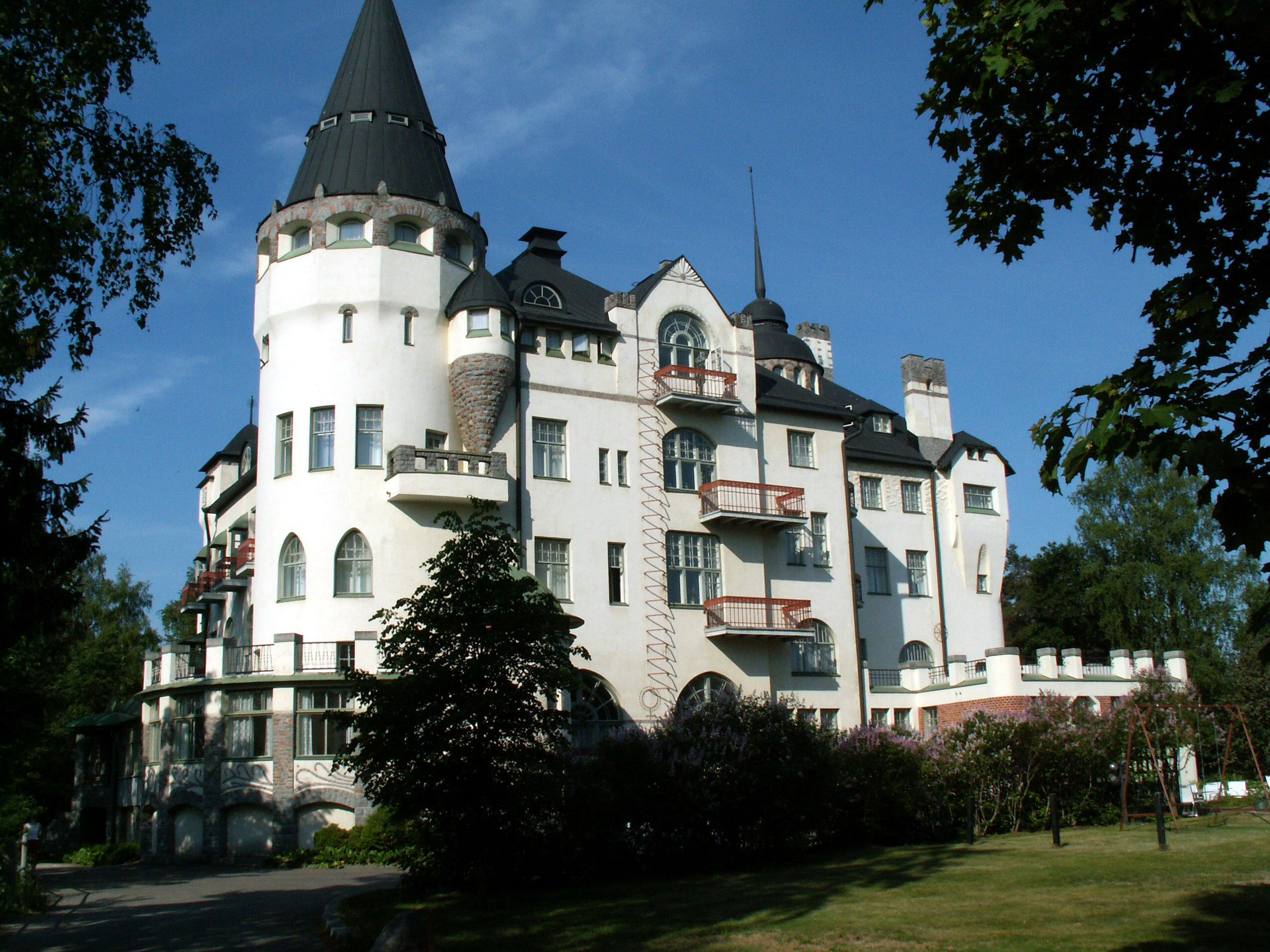
Imatra Statshotell, 20 juni 2006.

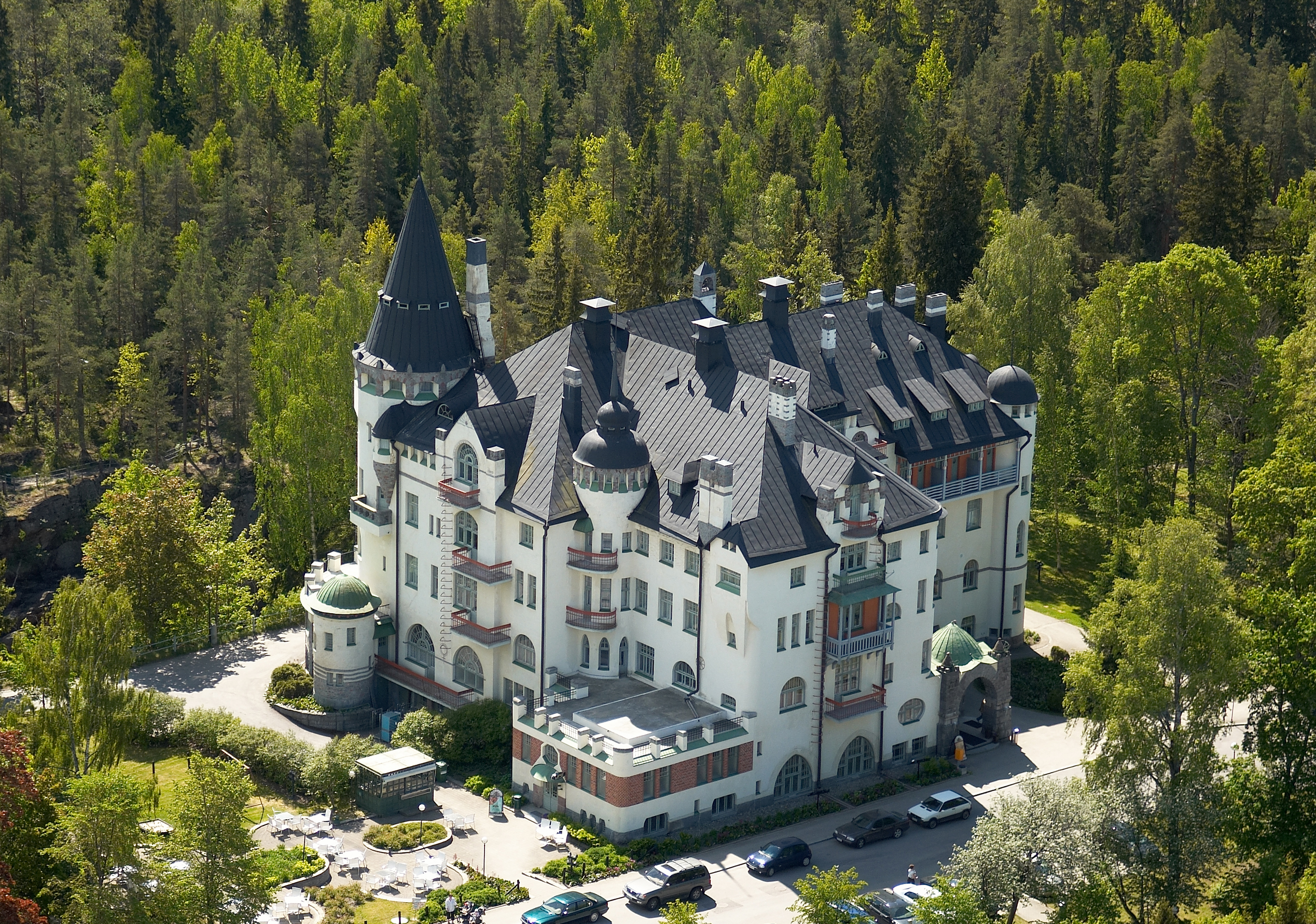
Statshotellet i Imatra sett från luften.

Imatra Statshotell (finska Imatran Valtionhotelli, tidigare Grand Hôtel Cascade) är ett jugendslott i den finländska staden Imatra i landskapet Södra Karelen. Slottet byggdes efter ritningar av arkitekt Usko Nyström och stod färdigt 1903. På samma plats låg tidigare två mindre hotell som brann ner vid sekelskiftet.
Statshotellet fungerade som militärsjukhus år 1917. Under andra världskriget användes hotellet av Karelska näsets arméstab. Efter kriget renoverades hotellet under ledning av arkitekt Aarne Ervi. Mellan år 1985 och 1987 återfick hela byggnaden sitt ursprungliga utseende. Numera är hotellet en del av hotellkedjan Scandic.
År 1983 fick hotellet en kongressdel som tillbyggnad. Den är ritad av arkitekt Ilmo Valjakka. I maj 2009 öppnades också ett badhotell i anknytning till hotellet.